# Tchien-ťin
Tchien-ťin (čínsky: 天津,  výslovnost; hanyu pinyin: Tiānjīn; české exonymum: Tiencin) je přímo spravované město na úrovni provincie ležící na severu Číny. Leží při ústí Chaj-che do Pochajské zátoky.

## Etymologie názvu
Název města se skládá ze slov 天 tchien, což znamená „nebe“, a 津 ťin s významem „převoz, brod“. Celý název lze přeložit jako „Nebeský/Císařský brod“.

## Obyvatelstvo a rozloha
V roce 2013 mělo město Tchien-ťin 14,72 milionu obyvatel. Jak počtem obyvatel tak svou rozlohou 11 920 km² se řadí mezi největší města v Číně. Hustota osídlení dosahuje 1 235 lidí na km².

## Geografie
Tchien-ťin hraničí na severozápadě s centrálně spravovaným městem Pekingem, na severu a jihu pak s provincií Che-pej. Na východě jeho pobřeží omývá Pochajská zátoka.

## Doprava
Hlavním letištěm je mezinárodní letiště Tchien-ťin Pin-chaj, vzdálené přibližně 13 kilometrů východně od centra města.
Jsou zde dvě železniční stanice vysokorychlostní trati Peking – Šanghaj. Nachází se zde také důležitý kontejnerový přístav.
Po dopravu cestujících ve městě samotném slouží tchienťinské metro otevřené v roce 1984, které mělo k roku 2016 pět linek.

## Hospodářství
Tchien-ťin je významným střediskem průmyslu. Mj. zde byla ve spolupráci čínské společnosti AVIC Aircraft Corporation s francouzsko-německým koncernem Airbus zřízena továrna na montáž dopravního letadla typu Airbus A320. Při návštěvě německé kancléřky Angely Merkelové v Pekingu bylo 5. září 2019 dosaženo dohody o dalším rozšíření této spolupráce.

## Administrativní členění
Tchien-ťin se člení na šestnáct celků okresní úrovně, a sice na 15 městských obvodů a jeden nový obvod (Pin-chaj).
| 1 2 3 4 5 6 Ťi-čou Pao-ti Ning-che Pin-chaj Tung-li Ťin-nan Si-čching Pej-čchen Wu-čching Ťing-chaj 1. Che-pching 2. Che-si 3. Che-pej 4. Nan-kchaj 5. Che-tung 6. Chung-čchiao |          |                       |             |                                         |
| Název | Název    | Počet obyvatel (2017) | Rozloha km² | Hustota zalidnění (obyv. na km²) (2017) |
| český přepis | znaky    | Počet obyvatel (2017) | Rozloha km² | Hustota zalidnění (obyv. na km²) (2017) |
| Městské obvody |          |                       |             |                                         |
| Che-pching | 和平区   | 350 700               | 10          | 35 070                                  |
| Che-si | 河西区   | 989 200               | 38,8        | 25 501                                  |
| Che-pej | 河北区   | 889 400               | 29,5        | 30 119                                  |
| Nan-kchaj | 南开区   | 1 141 600             | 41          | 27 756                                  |
| Che-tung | 河东区   | 972 800               | 42,2        | 23 063                                  |
| Chung-čchiao | 红桥区   | 565 000               | 22,6        | 25 033                                  |
| Ťi-čou | 蓟州区   | 908 400               | 1 590       | 571                                     |
| Pao-ti | 宝坻区   | 926 700               | 1 510       | 614                                     |
| Ning-che | 宁河区   | 493 900               | 1 154       | 428                                     |
| Tung-li | 东丽区   | 757 900               | 469         | 1 615                                   |
| Ťin-nan | 津南区   | 891 100               | 386         | 2 307                                   |
| Si-čching | 西青区   | 850 900               | 563         | 1 512                                   |
| Pej-čchen | 北辰区   | 861 000               | 474         | 1 818                                   |
| Wu-čching | 武清区   | 1 195 600             | 1 574       | 760                                     |
| Ťing-chaj | 静海区   | 790 300               | 1 441       | 548                                     |
| Subprovinční nový obvod |          |                       |             |                                         |
| Pin-chaj | 滨海新区 | 2 984 200             | 2 610       | 1 143                                   |
| |          |                       |             |                                         |
| Celkem | Celkem   | 15 569 000            | 11 610      | 1 341                                   |

## Partnerská města
- Bangkok, Thajsko
- Čiba, Japonsko
- Filadelfie, Spojené státy americké
- Groningen, Nizozemsko (1985)
- Smyrna, Turecko
- Jönköping, Švédsko (1993)
- Kóbe, Japonsko (21. června 1973)
- Mar del Plata, Argentina (2001)
- Melbourne, Austrálie
- Nampcho, Severní Korea
- Phnompenh, Kambodža
- Pchjongjang, Severní Korea
- Rišon le-Cijon, Izrael
- Sarajevo, Bosna a Hercegovina
- Singapur, Singapur